# Northwest Gander River
Northwest Gander River är ett vattendrag i Kanada.   Det ligger i provinsen Newfoundland och Labrador, i den östra delen av landet, 1 600 km öster om huvudstaden Ottawa.
I omgivningarna runt Northwest Gander River växer i huvudsak blandskog. Trakten runt Northwest Gander River är nära nog obefolkad, med mindre än två invånare per kvadratkilometer.